# Krakovec
Krakovec település Csehországban, Rakovníki járásban. Krakovec Chříč, Slabce, Šípy, Krakov, Malinová és Panoší Újezd településekkel határos. Lakosainak száma 69 fő (2024. január 1.).

## Népesség
A település lakosságának változását az alábbi diagram mutatja:
| Lakosok száma | 356  | 365  | 322  | 169  | 122  | 74   | 81   | 77   | 68   | 69   |
|               | 1869 | 1890 | 1921 | 1950 | 1980 | 2001 | 2017 | 2019 | 2022 | 2024 |